# Kloster San Juan de Duero (Soria)

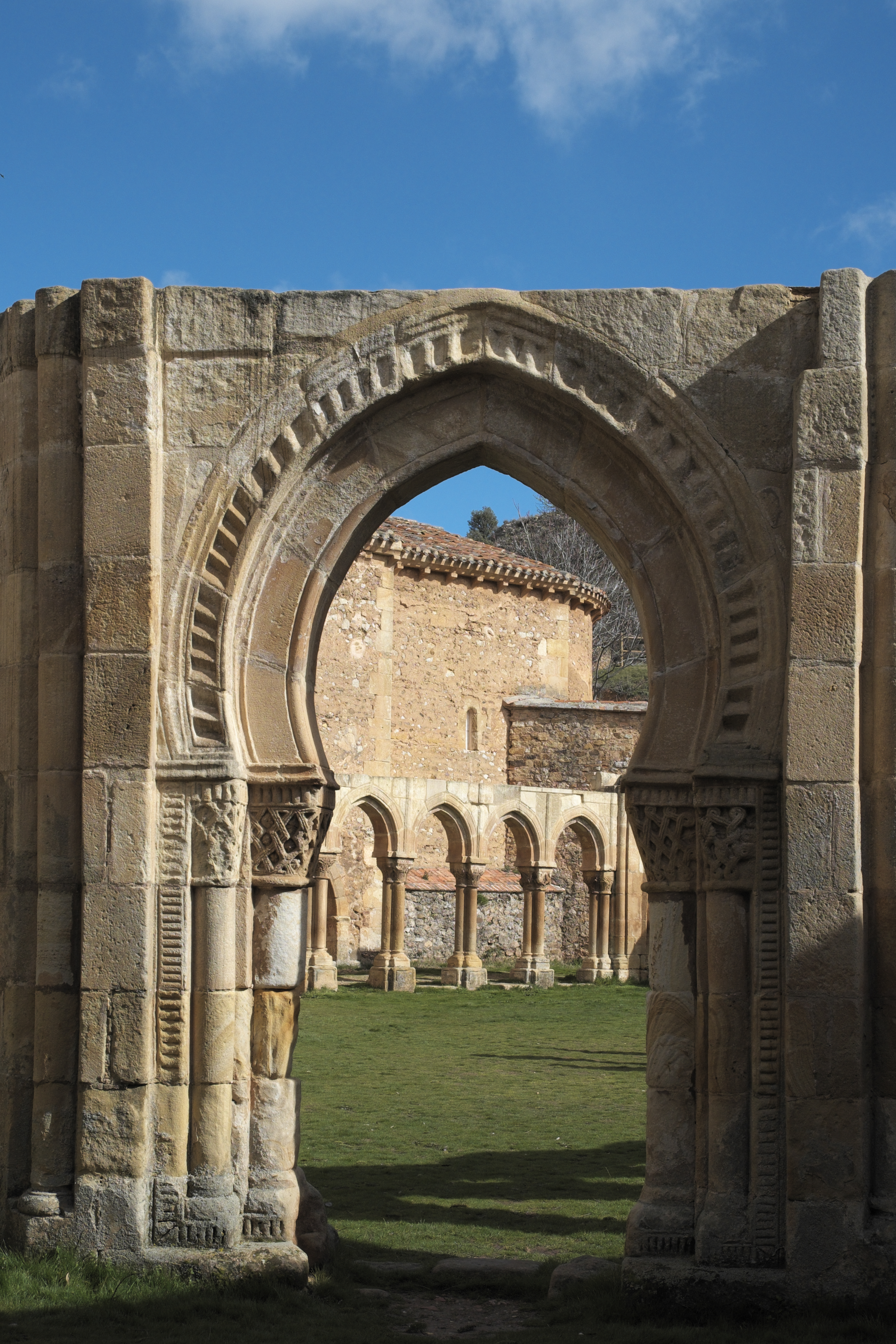
Nordöstliche Galerie, Portal der Südwestecke

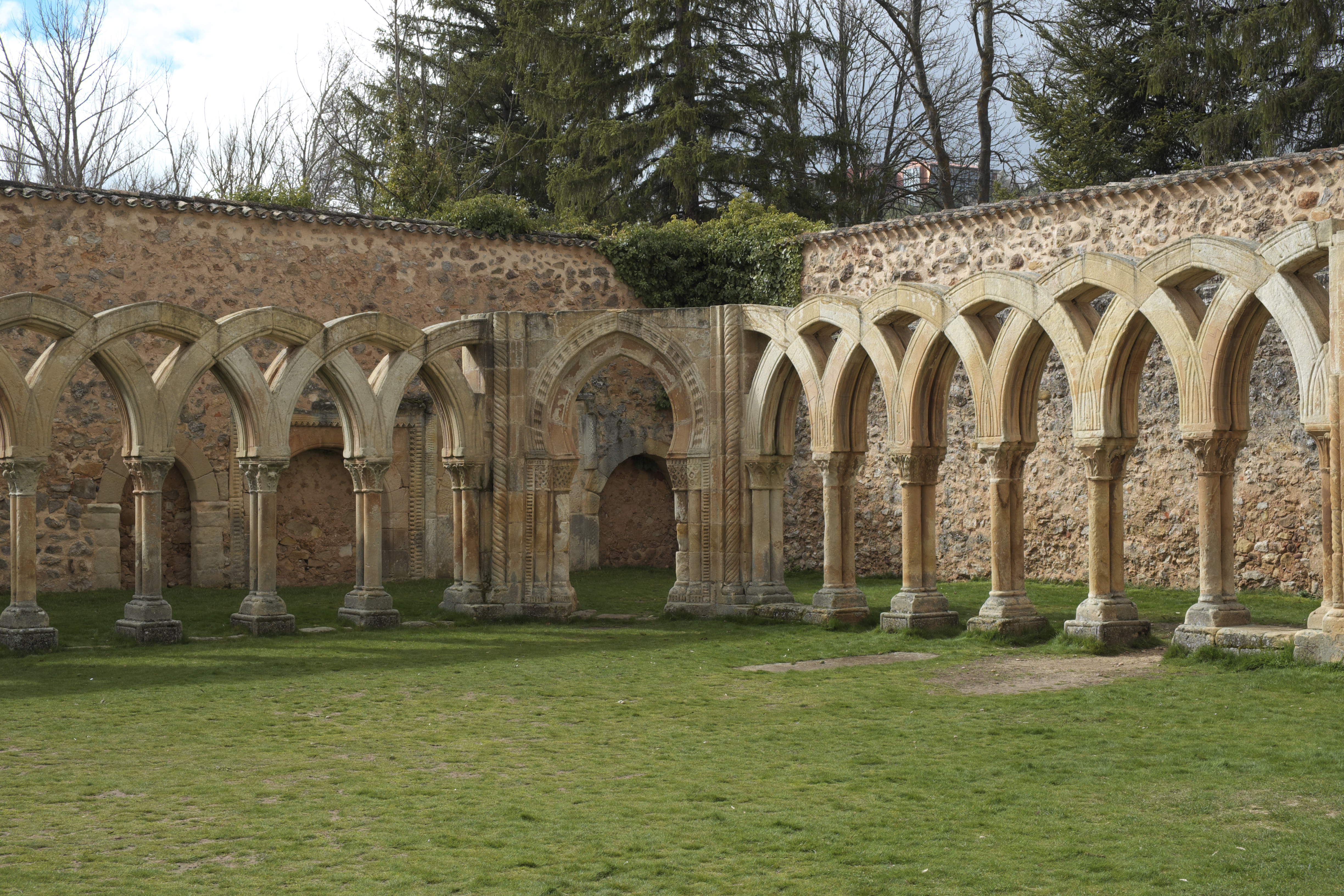
Südwestliche Galerie

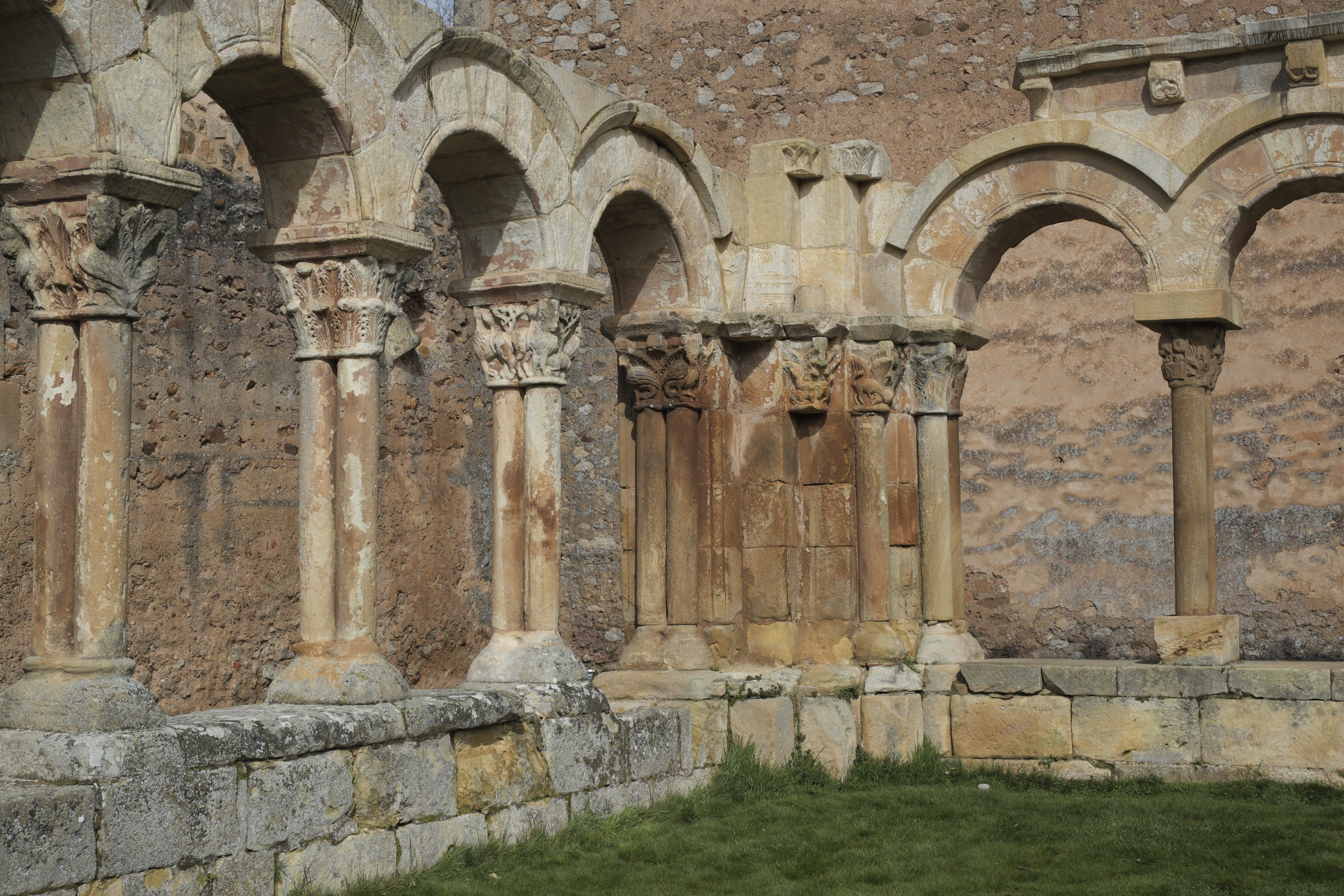
Nordwestliche Galerie

Das Kloster San Juan de Duero in Soria, der Hauptstadt der gleichnamigen Provinz in der spanischen Autonomen Gemeinschaft Kastilien und León, ist eine ehemalige Kommende des Ordens vom Hospital des Heiligen Johannes zu Jerusalem. Von dem außerhalb der Stadt, am linken Ufer des Duero gelegenen Klosters sind nur noch die Kirche und der Kreuzgang erhalten. Die Kirche wird ins 12. Jahrhundert datiert, der Kreuzgang stammt aus dem späten 12. oder frühen 13. Jahrhundert. Im Jahr 1882 wurden die Gebäude zum Baudenkmal (Bien de Interés Cultural) (BIC) erklärt.

## Geschichte
Der Johanniterorden ist neben dem Templerorden und dem Orden von Calatrava einer der drei Ritterorden, die sich im 12. Jahrhundert in Soria niedergelassen hatten. Eine Urkunde belegt, dass im Jahr 1152 der Orden eine dem Heiligen Grab geweihte Kirche in der Nähe der Brücke über den Duero, dem Hauptzugang zur Stadt von Osten, besaß. Aus einem Dokument aus dem Jahr 1190 geht hervor, dass an dieser Stelle die Johanniter ein Hospital unterhielten.
Ab der Mitte des 17. Jahrhunderts setzte der Niedergang der Kommende ein. Nur die Kirche wurde bis zum Ende des 18. Jahrhunderts genutzt. 1853 war die Kommende nicht mehr besetzt. Die Kirche war dem Verfall preisgegeben und wurde als Viehstall genutzt, im Kreuzgang wurde Gemüse angebaut. Zwar gehörten die noch vorhandenen Gebäude zu den ersten, die 1882 in der Provinz Soria zum Monumento Nacional (Baudenkmal) erklärt wurden, dennoch waren sie dem weiteren Verfall überlassen. Bis 1902 wurde dort Vieh eingepfercht. Nur das Dach der Kirche wurde ausgebessert und der Kreuzgang freigelegt. Erst in den darauffolgenden Jahren wurden Restaurierungsmaßnahmen unternommen. Seit 1992 gehört das Kloster als Außenstelle zur mittelalterlichen Abteilung des Museo Numantino von Soria.
Das Kloster San Juan de Duero diente als Schauplatz für die Erzählung El rayo de luna von Gustavo Adolfo Bécquer (1862 erschienen).

## Kirche
Über der Westfassade der Kirche erhebt sich ein offener Glockenturm (Espadaña). Der Haupteingang befindet sich an der Südseite.
Das einschiffige Langhaus wird von einem offenen Dachstuhl gedeckt. Der im Osten sich anschließende, eingezogene Chor wird von einer Spitztonne überfangen und von einer mit einer Halbkuppel gedeckten, abgerundeten Apsis geschlossen. Ein mit Kapitellen verzierter Spitzbogen öffnet das Langhaus zum Chor.

## Kapellen

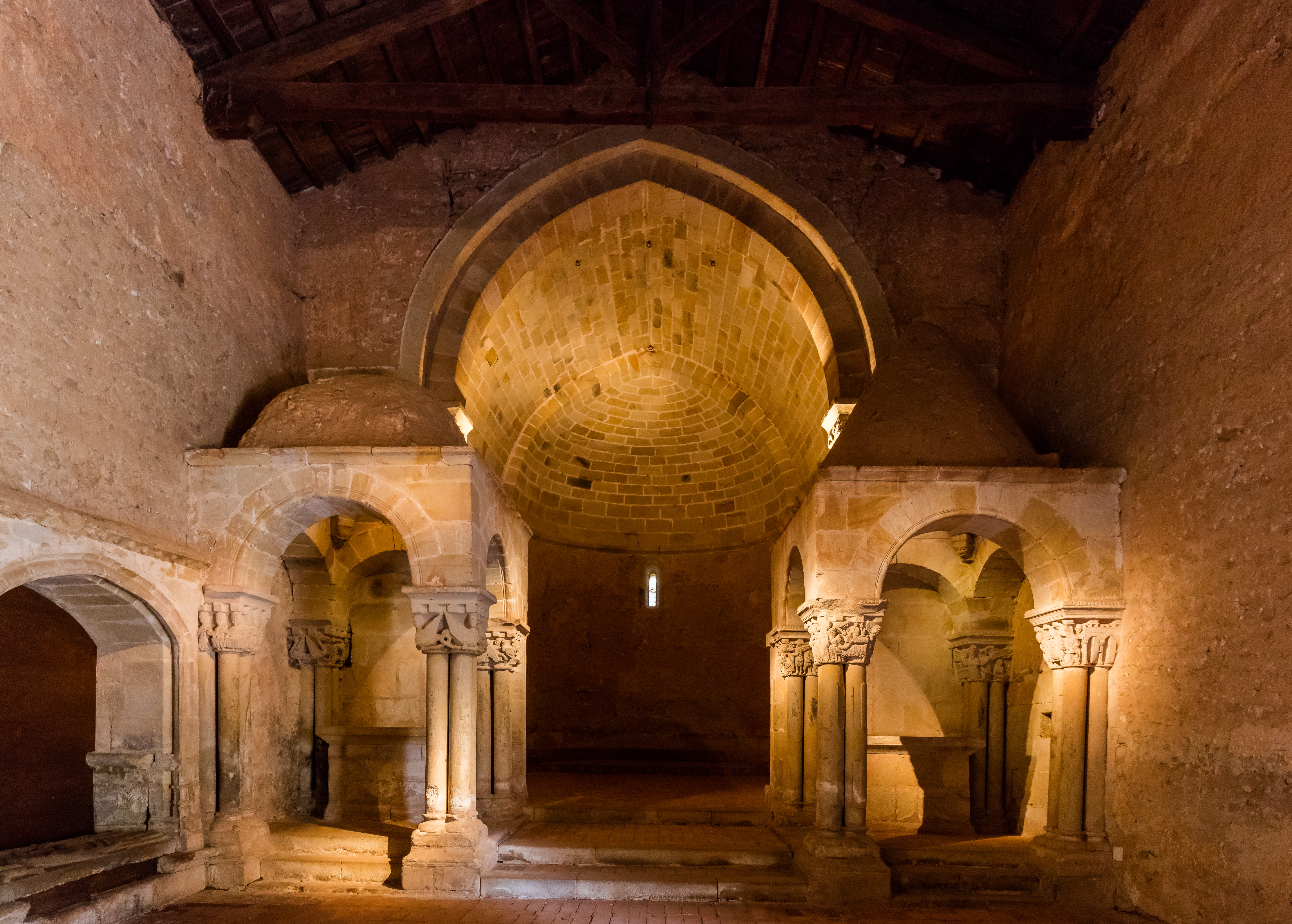
Innenraum

Ungewöhnlich sind die zwei kapellenähnlichen Einbauten vor dem Chor auf beiden Seiten des Langhauses. Sie wurden vermutlich erst nachträglich in das Kircheninnere eingefügt, um die Anzahl der Altäre zu erhöhen. Beide besitzen steinerne Altäre und werden von Kuppeln überwölbt, die auf Säulen mit figürlichen Kapitellen aufliegen. Die Kuppel der linken Kapelle ist außen halbrund, die der rechten Kapelle hat die Form eines Kegels. An der Unterseite der beiden Kuppeln verlaufen grobe Rippen mit Konsolen, die mit Menschen- und Tierköpfen skulptiert sind.
Auf einem Kapitell der linken Kapelle ist die Geschichte der Enthauptung Johannes des Täufers mit den Szenen des Gastmahls des Herodes und des Tanzes der Salome dargestellt. Ein anderes Kapitell ist mit Harpyien oder Sirenen verziert. Diese Mischwesen mit dem Körper eines Vogels und dem Kopf einer Frau werden als Symbol der Versuchung und der Sünde gedeutet. Auf einem weiteren Kapitell kämpft ein mit einem Kettenhemd bekleideter Ritter, vielleicht der heilige Georg, gegen drachenartige Ungeheuer. Das vierte Kapitell stellt einen Kentaur mit Pfeil und Bogen dar und Soldaten, die gegen eine siebenköpfige Hydra kämpfen. Die Szenen sollen vermutlich den Kampf des Guten gegen das Böse versinnbildlichen.
Ein Kapitell der rechten Kapelle ist mit den Szenen der Verkündigung, der Heimsuchung, der Geburt Christi, der Verkündigung an die Hirten und der Anbetung der Heiligen Drei Könige skulptiert. Die Flucht nach Ägypten ist Thema eines anderen Kapitells, auf dessen einer Seite eine Sphinx über der Szene wacht und auf der anderen Seite die Tore eines Palastes zum Zeichen der freundlichen Aufnahme halb geöffnet sind. Das dritte Kapitell stellt die Tötung der Unschuldigen Kinder dar, das vierte die Himmelfahrt Marias. Auf einer Seite kniet der Apostel Thomas, der nicht nur an der Auferstehung Christi, sondern auch an der Himmelfahrt Marias zweifelte. Um ihn zu überzeugen, bekommt er den Gürtel Marias überreicht.

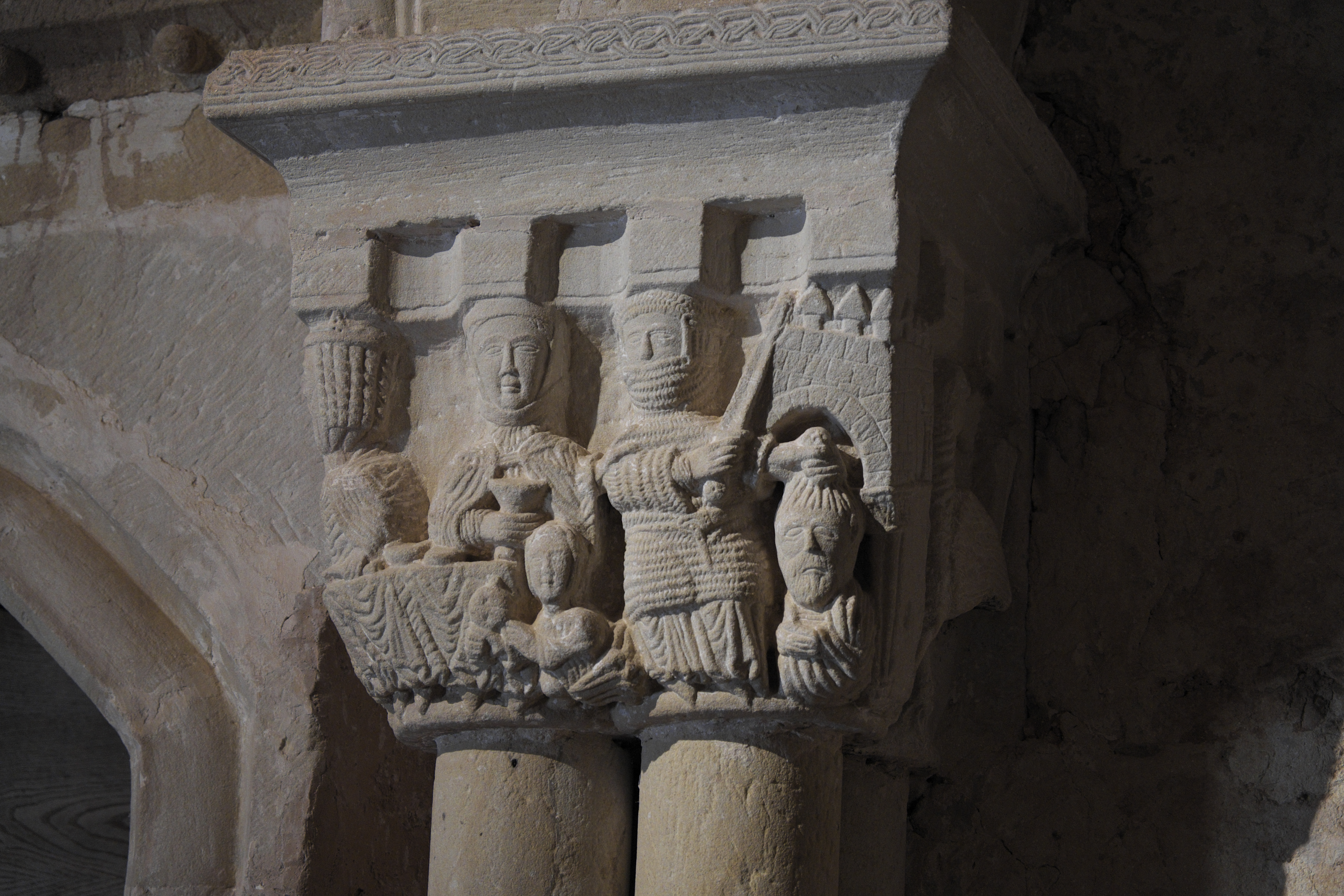
Enthauptung von Johannes dem Täufer
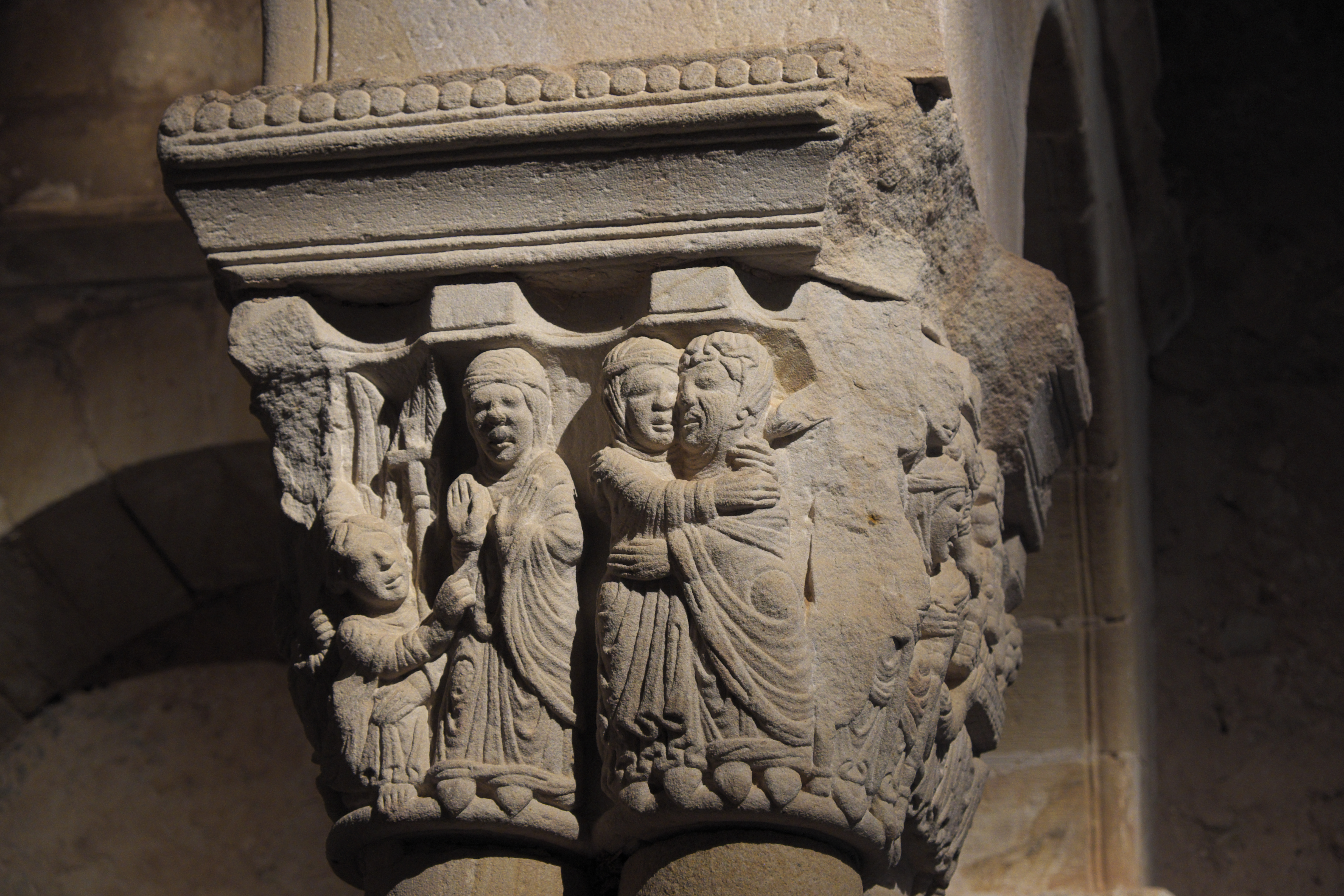
Verkündigung und Heimsuchung
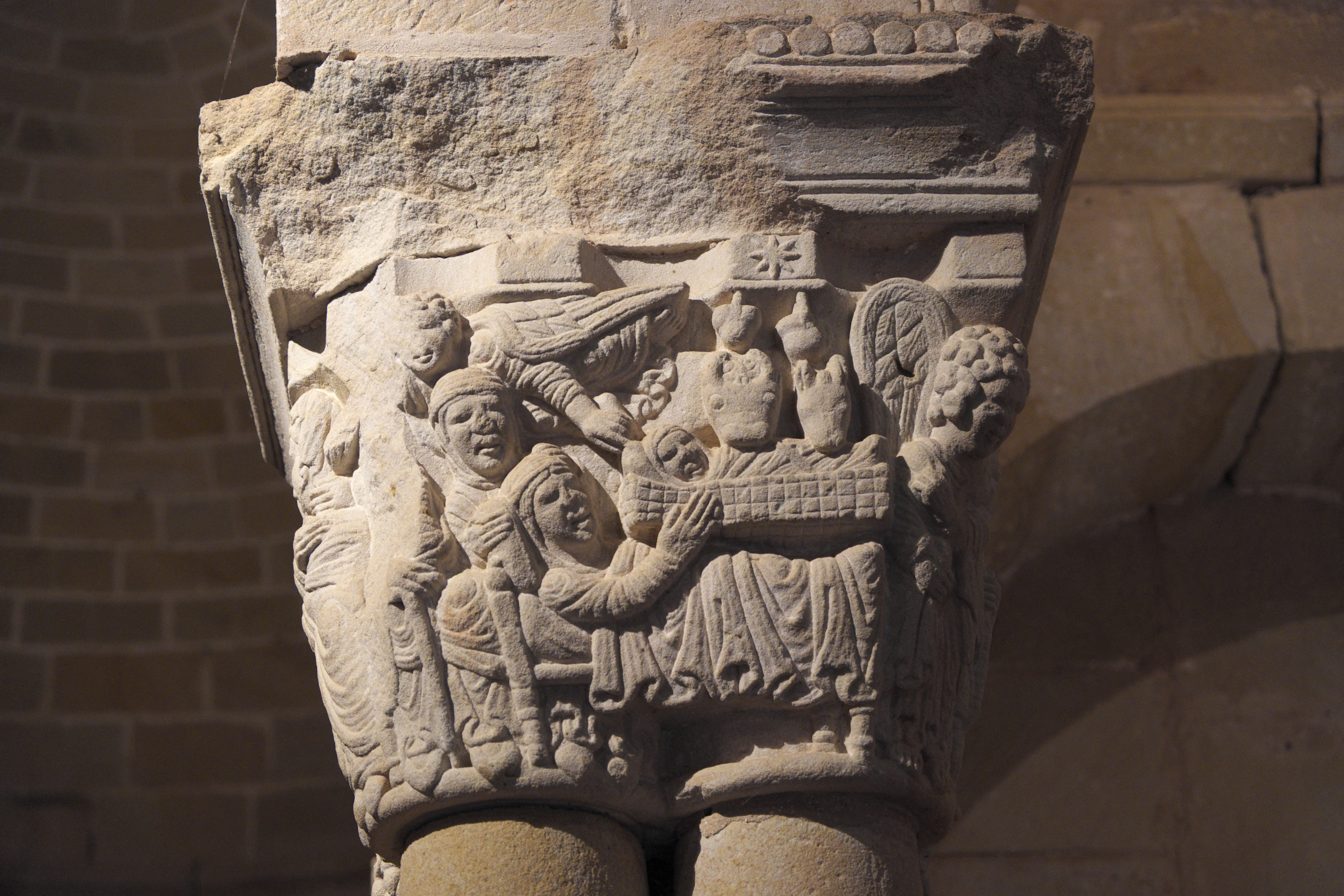
Geburt Christi
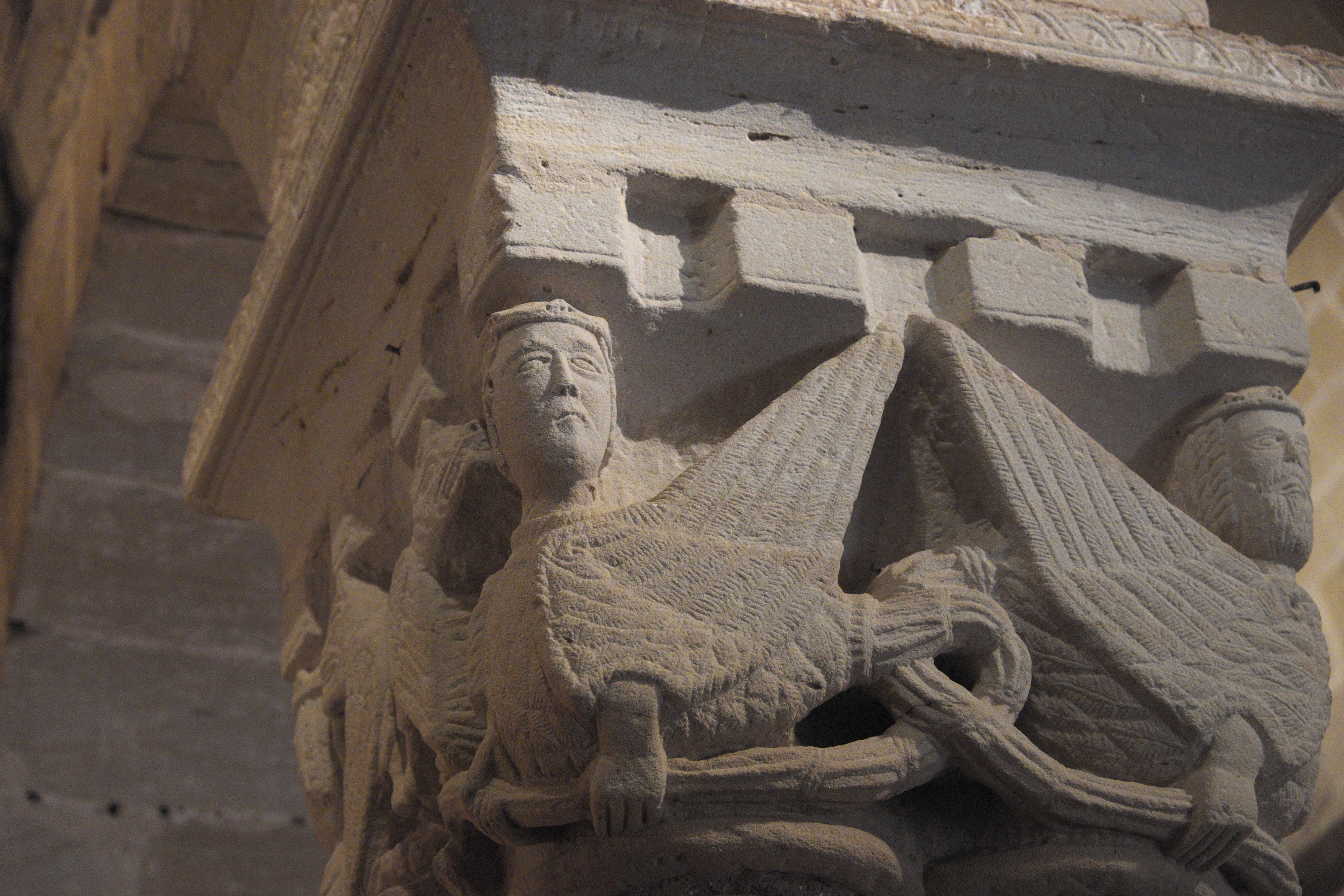
Harpyien

## Kreuzgang

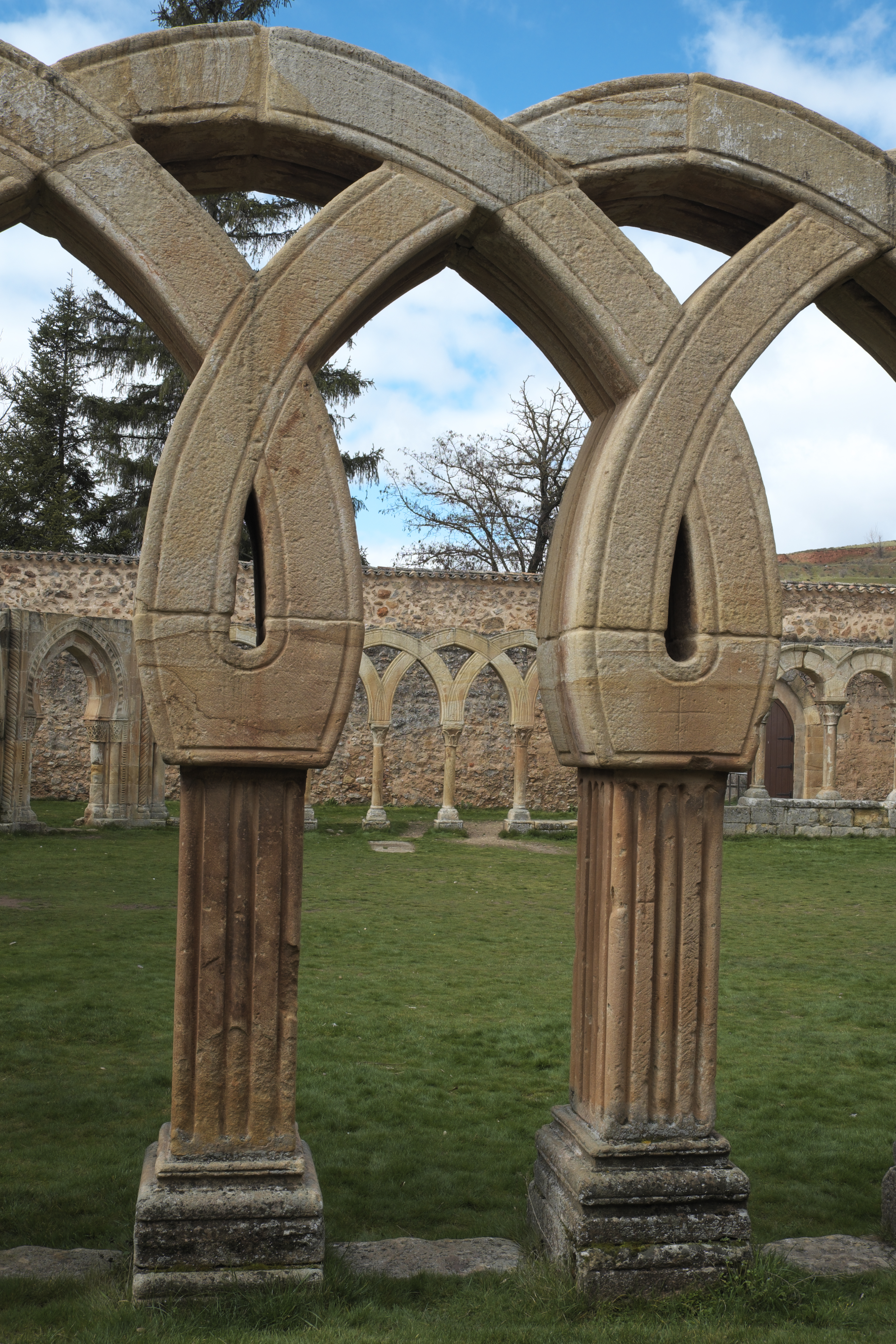
Bögen der südöstlichen Galerie

Südlich an die Kirche schließt sich der Kreuzgang an, der vermutlich zur gleichen Zeit wie die beiden Kapelleneinbauten entstand. Er ist auf annähernd quadratischem Grundriss errichtet und war ursprünglich mit einem Holzdach gedeckt. Alle vier Galerien weisen unterschiedliche Bogenformen auf, wobei der Wechsel jeweils in der Mitte der Flügel einsetzt. An drei Ecken öffnen sich Portale.
Als ältester Teil gelten die im Nordwesten gelegenen, auf hohen Sockeln stehenden Rundbogenarkaden, deren Kapitelle mit Pflanzen- und Tiermotiven und auch figürlichen Szenen verziert sind.
Der nordöstliche Teil des Kreuzganges besteht aus leicht zugespitzten, hufeisenförmigen Bögen. Die Wülste, die über den Kapitellen aufsteigen, sind vielleicht die Überreste eines Alfiz, der ursprünglich um die Bögen verlief. Die Hufeisenform wie auch die Alfizrahmung werden islamischem Einfluss zugeschrieben. Die Bögen ruhen auf quadratischen Pfeilern mit vier vorgestellten Halbsäulen. Die meisten Kapitelle sind mit Blattdekor verziert. Ein Kapitell ist mit Flechtwerk versehen, ein anderes mit Greifen und Fabelwesen, deren Schwänze ineinander verschlungen sind.
Die Bögen des südöstlichen Abschnitts sind ebenfalls hufeisenförmig und leicht zugespitzt. Je zwei Bögen liegen auf einem kannelierten Pfeiler auf. Alle Bögen überschneiden sich entweder an ihrem Ansatz oder auf Bogenhöhe. Sie besitzen keine Kapitelle.
Die Bögen der südwestlichen Galerie ähneln denen der südöstlichen. Sie überschneiden sich ebenfalls, allerdings nur auf Bogenhöhe. Je zwei Arkaden liegen auf Doppelsäulen auf, die zumeist mit Blattkapitellen, einige auch mit geometrischen Motiven verziert sind.

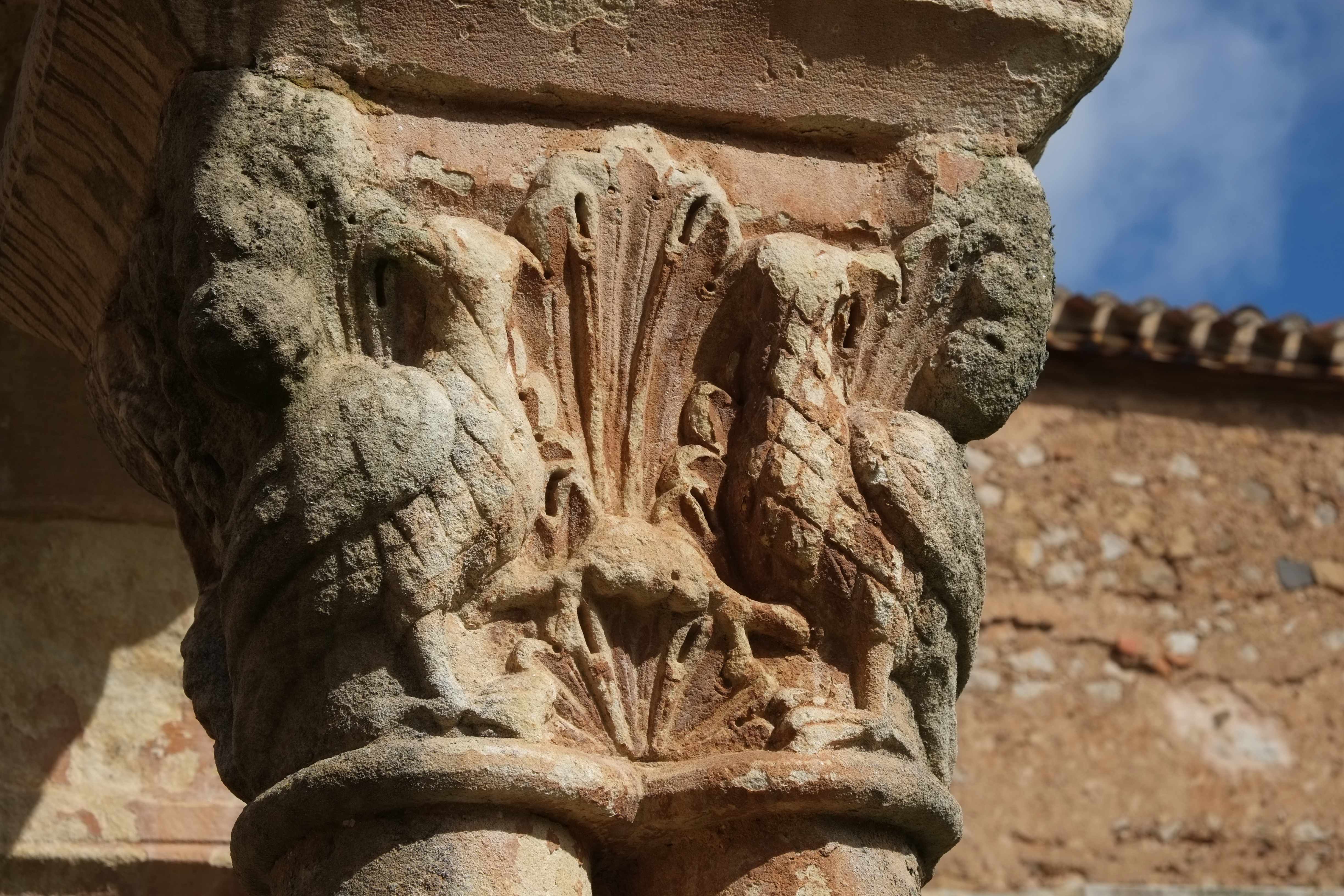
Kapitell der nordwestlichen Galerie
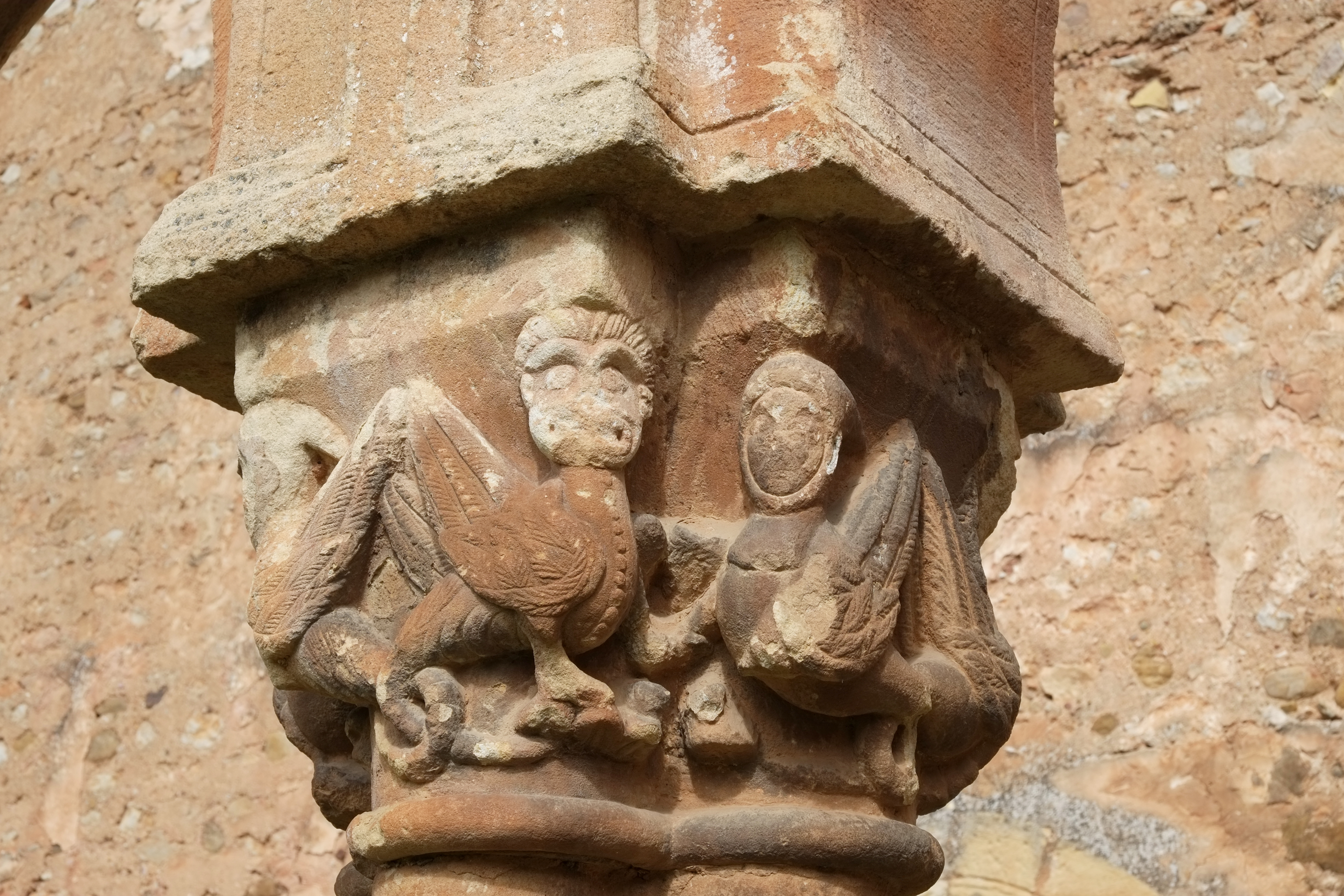
Kapitell der nordöstlichen Galerie
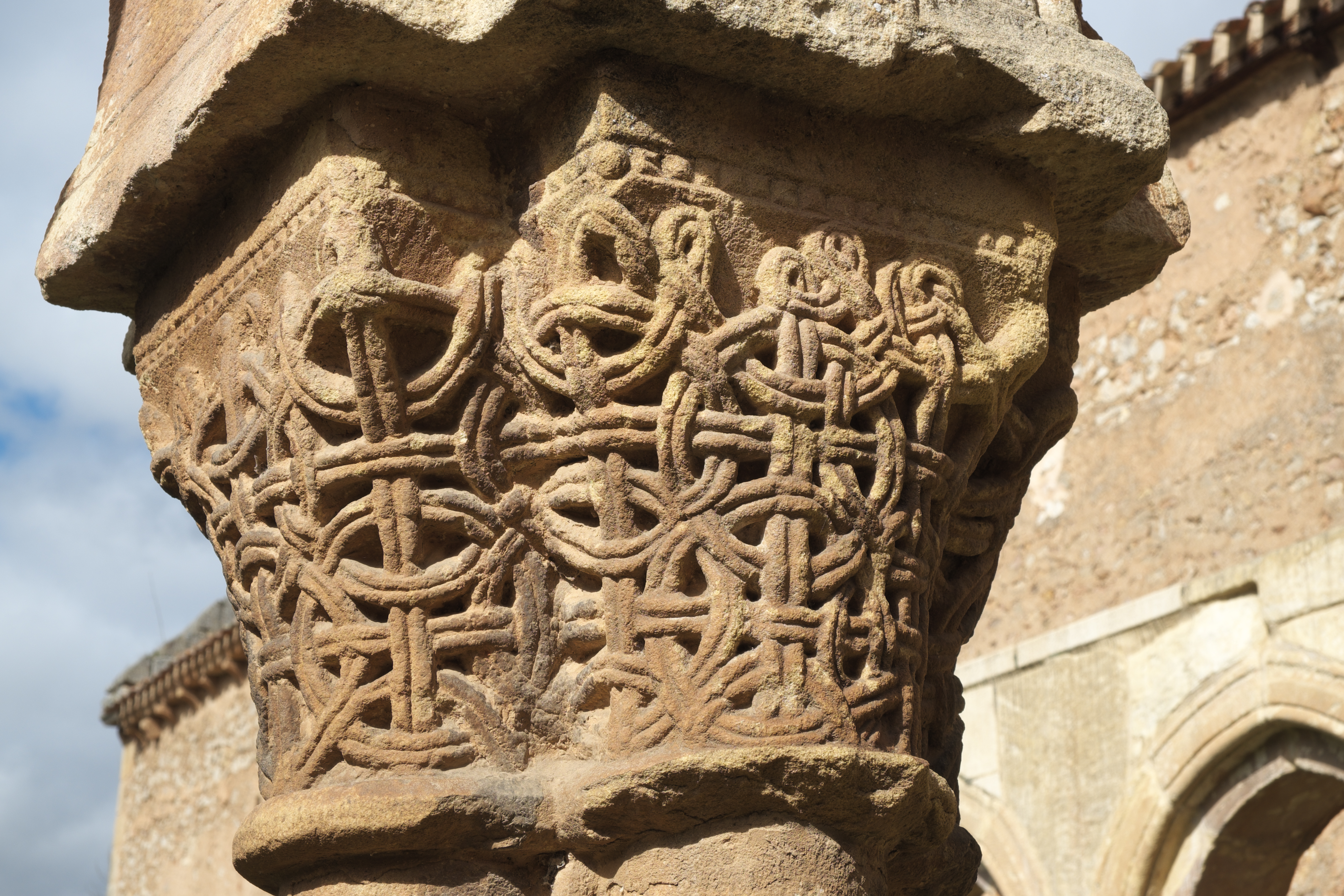
Kapitell der nordöstlichen Galerie
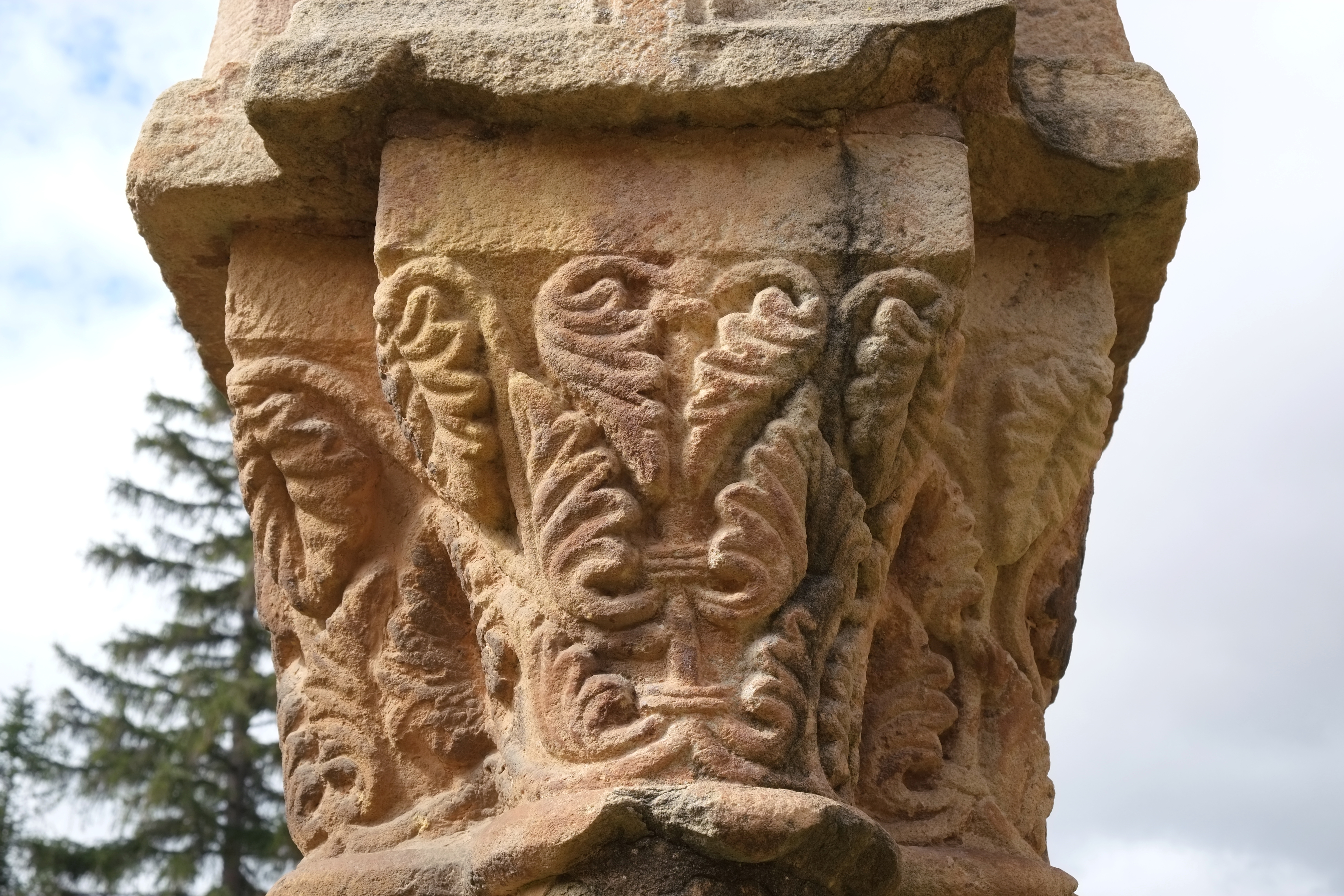
Blattkapitell